# Nikolaos Zisis
Nikolaos Zisis (grčki: Νικόλαος Ζήσης) grčki je profesionalni košarkaš. Igra na poziciji razigravača, a trenutačno je član talijanskog euroligaša Montepaschia iz Siene. 

## Karijera
Karijeru je započeo 1996. u omladinskom pogonu Salonika. Sa 17 godina prelazi u redove atenskog AEK-a u kojem je kasnije započeo profesionalnu karijeru. S AEK-om je osvojio grčki kup 2001. i grčko prvenstvo 2002. godine. Ujedno je proglašen za najboljeg mladog igrača godine grčke lige 2002. godine. Odlazi u talijanski Benetton Treviso. S njim je osvojio talijansko prvenstvo i superkup 2006., i talijanski kup 2007. godine. Odlazi u Rusiju i potpisuje trogodišnji ugovor s CSKA Moskvom. S CSKA je u sezoni 2007./08. osvojio Euroligu, a sljedeće sezone stigao do finala istog natjecanja. Zbog ostvaranja nove momčadi, CSKA je otpustio Zisisa koji je postao slobodnim igračem. Nedugo nakon toga dobio je ponudu talijanskog prvaka Montepashija i potpisao ugovor na godinu dana s mogućnošću produljenja na još jednu godinu. Iako je za njegove usluge bio zainteresiran i grčki Olympiakos, Zisis je ipak prihvatio pnudu Montepashija. 

## Grčka reprezentacija
Zisis je kao član grčke juniorske reprezentacije osvojio zlatnu medalju na Svjetskom U-20 prvenstvu u Litvi, a on je proglašen za najkorisnijeg igrača prvenstva. 3. rujna 2001. debitirao je za grčku seniorsku reprezentaciju na Mediteranskim igrama u Tunisu. Ondje je pomogao reprezentaciji osvojiti srebrnu medallju. Kao član reprezentacije osvojio je zlatnu medalju na Europskom prvenstvu u Srbiji i Crnoj Gori 2005., srebrnu medalju na Svjetskom prvenstvu u Japanu 2006., te brončanu na Europskom prvenstvu u Poljskoj 2009.

## Vanjske poveznice
- Profil na Euroleague.net
- Profil na AEK.com
- Profil na CSKA Moskva
- NBA Draft Profil na NBA.com
- Profil  Arhivirana inačica izvorne stranice od 5. prosinca 2012. (Wayback Machine) na Draftexpress.com